# (9288) 1981 EV46
(9288) 1981 EV46 là một tiểu hành tinh vành đai chính. Nó được phát hiện bởi Schelte J. Bus ở Đài thiên văn Siding Spring gần Coonabarabran, New South Wales, Úc, ngày 2 tháng 3 năm 1981.